# Maillebois
Maillebois is een gemeente in het Franse departement Eure-et-Loir (regio Centre-Val de Loire). De plaats maakt deel uit van het arrondissement Dreux. Maillebois telde op 1 januari 2022 926 inwoners.

## Geografie
De oppervlakte van Maillebois bedroeg op 1 januari 2022 41 vierkante kilometer; de bevolkingsdichtheid was toen 22,6 inwoners per km².

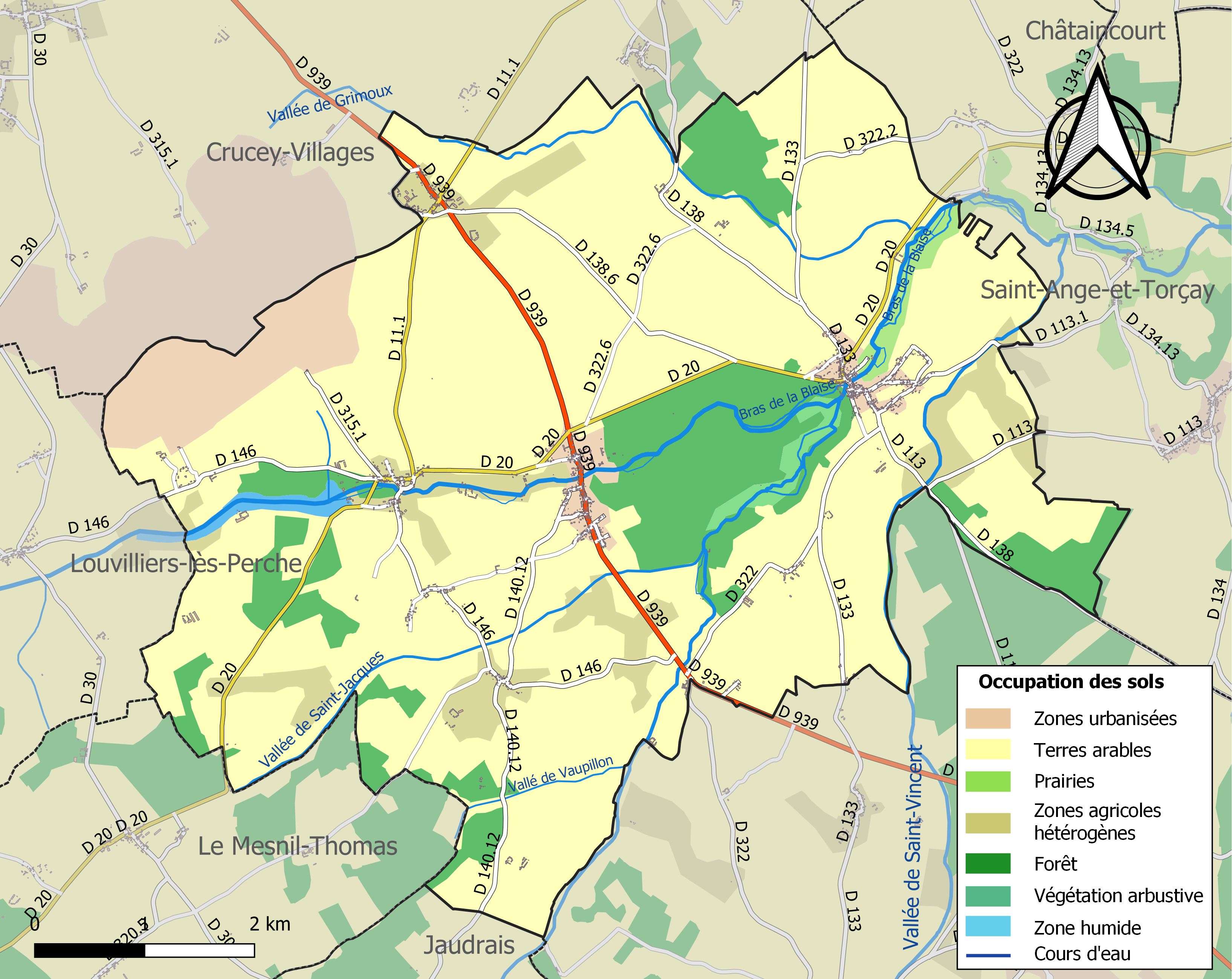
Kaart van de gemeente met belangrijkste infrastructuur, bodemgebruik en omliggende gemeenten

## Demografie
Onderstaande figuur toont het verloop van het inwonertal (bron: INSEE-tellingen).